# Daniel E. Sickles

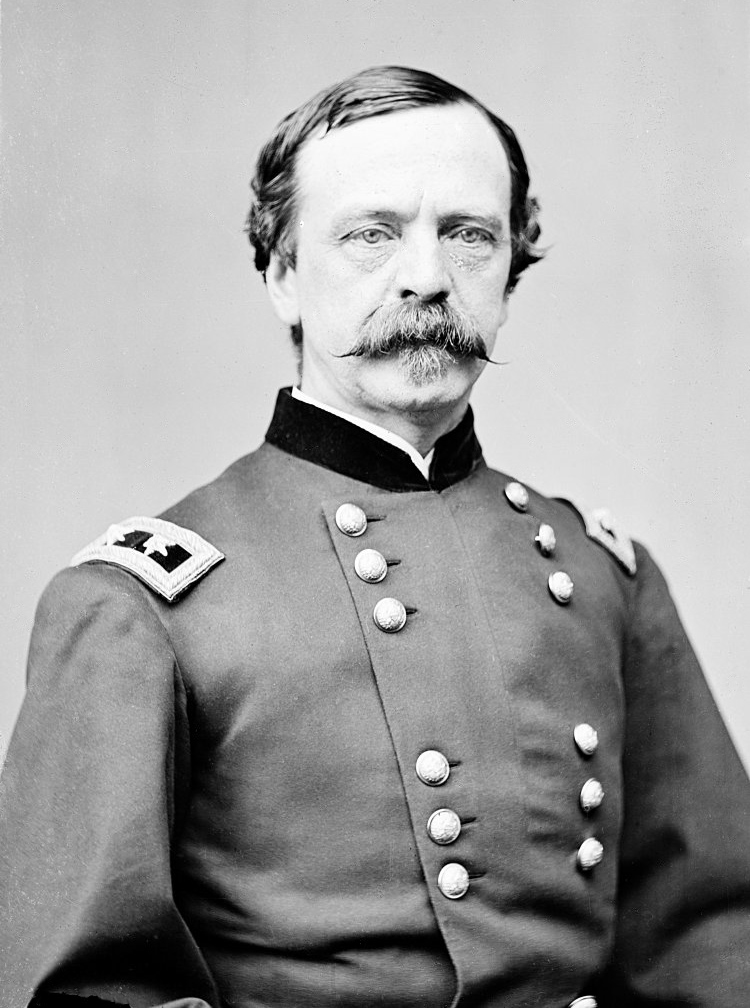
Generalmajor Daniel E. Sickles

Daniel Edgar Sickles (* 20. Oktober 1819 in New York City; † 3. Mai 1914 ebenda) war Politiker der Demokratischen Partei, General im Unionsheer im Sezessionskrieg und amerikanischer Diplomat.

## Frühes Leben und erste politische Aktivitäten
Sickles war der Sohn von George Garrett Sickles und Susan Marsh Sickles. Sein Vater war als Patentanwalt und Politiker tätig. Sickles studierte Rechtswissenschaften an der New York University und wurde in der Anwaltskanzlei von Benjamin Franklin Butler ausgebildet. 1846 wurde Sickles als Rechtsanwalt zugelassen. Bereits 1842 war er in das Repräsentantenhaus des Staates New York, gewählt worden.
Sickles heiratete 1852 im Alter von 33 Jahren gegen den Wunsch seiner Eltern und auch gegen den Wunsch der Eltern der Braut die 15-jährige Teresa Bagiogli. 1853 übte er kurzzeitig das Amt des Vertreters der Stadt New York in zivilrechtlichen Rechtsstreitigkeiten aus; dann trat er zurück und wurde von Präsident Franklin Pierce zum Sekretär der Gesandtschaft der Vereinigten Staaten in London ernannt, wo er für den Botschafter und späteren Präsidenten James Buchanan arbeitete. 1855 kehrte Sickles in die Vereinigten Staaten zurück und war von 1856 bis 1857 Mitglied des Senats von New York sowie danach von 1857 bis 1861 Vertreter des Staates New York im Repräsentantenhaus der Vereinigten Staaten.

### Die Erschießung Keys

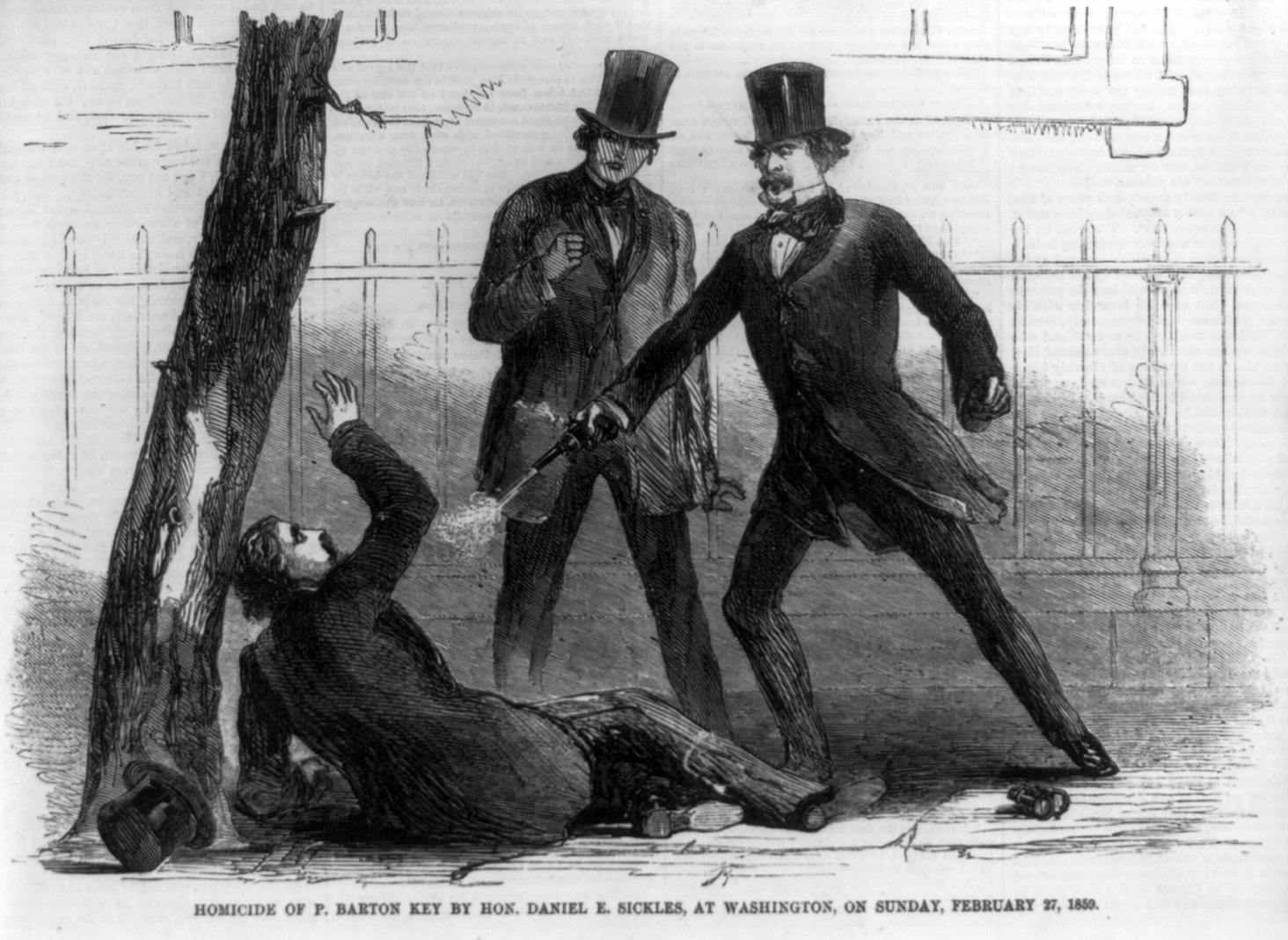
Sickles erschießt Key

Sickles’ politische Karriere wurde früh von Skandalen überschattet. Von der New York State Assembly wurde er gerügt, weil er sich in Begleitung der bekannten Prostituierten Fanny White in die Räumlichkeiten des Parlaments begeben hatte. Sie begleitete Sickles auch nach London. Während seine schwangere Frau in den Vereinigten Staaten zurückblieb, soll er White unter Nutzung des Nachnamens eines politischen Gegners sogar Königin Victoria vorgestellt haben. 1859 erschoss Sickles im Lafayette Park in Washington, D.C. direkt gegenüber vom Weißen Haus Philip Barton Key, den Sohn des Autors des „The Star-Spangled Banner“. Sickles hatte herausgefunden, dass Key, der das Amt eines Bundesstaatsanwalts für Washington, D.C. ausübte, eine öffentlich bekannte Liebesbeziehung zu seiner Frau unterhielt.
Nach der Tat gestand Sickles beim zuständigen Staatsanwalt seine Tat. Er wurde in Untersuchungshaft genommen, doch hielt dies die feine Gesellschaft von Washington, D.C. nicht davon ab, weiterhin mit Sickles zu verkehren. Er empfing im Gefängnis so viele Besucher, dass er zu ihrem Empfang das Büro des Gefängnisleiters benutzen durfte. Es wurde ihm auch gestattet, seine persönlichen Waffen zu behalten, was selbst zur damaligen Zeit unüblich war. Unter den Besuchern befanden sich Kongressabgeordnete, Senatoren und andere führende Mitglieder der Washingtoner Gesellschaft. Präsident Buchanan ließ Sickles eine persönliche Nachricht zukommen.
Der wegen Mordes angeklagte Sickles, der aufgrund seiner Beziehung zur Tammany Hall über ausgezeichnete Verbindungen verfügte, ließ sich vor Gericht von mehreren führenden Politikern verteidigen, unter anderen vom späteren Kriegsminister Edwin M. Stanton. Die Strategie der Verteidigung war es, auf eine vorübergehende Schuldunfähigkeit Sickles zum Zeitpunkt der Tat zu plädieren. Es wurde vorgebracht, Sickles sei durch die Untreue seiner Frau in den Wahnsinn getrieben worden und er sei nicht zurechnungsfähig gewesen, als er Keys erschoss. Dies war das erste Mal, dass eine solche Verteidigung in einem Gerichtsprozess in den Vereinigten Staaten vorgebracht wurde. Die öffentliche Meinung war ohnehin auf der Seite von Sickles und in den Zeitungen erschienen Artikel, die Sickles als Helden feierten, der Washingtons Damen vor einem Schurken gerettet habe.
Entscheidend war, dass Sickles’ Frau die Affäre mit Keys einräumte und ihn um Vergebung bat. Zwar durfte dies nicht in den Prozess eingeführt werden, doch leitete Sickles die Information an die Presse. Ohnehin hatte die Art seiner Verteidigung dazu geführt, dass der Prozess über Wochen die Schlagzeilen beherrschte. Am Ende war die Verteidigung erfolgreich, und Sickles wurde am 25. April 1859 freigesprochen. Danach vergab er seiner Frau öffentlich und verschwand für kurze Zeit aus dem öffentlichen Leben, behielt jedoch sein Amt. Aufgrund der strengen Moralvorstellungen der damaligen Zeit war die Bevölkerung mehr darüber aufgebracht, dass Sickles seiner Frau vergab, als über seine Tat.

## Im Sezessionskrieg
Bei Ausbruch des Sezessionskrieges im Jahre 1861 war Sickles darauf bedacht, sein Bild in der Öffentlichkeit wieder positiver zu gestalten und er war maßgeblich an der Aufstellung von vier Freiwilligenregimentern in New York beteiligt. Er wurde bald zum Kommandeur eines dieser Regimenter ernannt und bereits im September 1861 zum Brigadegeneral der Freiwilligen befördert. Er war einer der prominentesten politischen Generäle des Unionsheeres. Zwar war Sickles im März 1862 gezwungen, seinen Posten aufzugeben, da der US-Kongress sich weigerte, seine Beförderung zu bestätigen, doch  gelang es ihm unter Nutzung seiner politischen Verbindungen, sowohl seinen Rang als auch sein Kommando bereits am 24. Mai 1862 zurückzuerhalten. Er stieß wieder zu seiner Brigade, die am Halbinsel-Feldzug der Potomac-Armee unter George B. McClellan teilnahm, verpasste aber wegen der Unterbrechung seines Kommandos die Schlacht von Williamsburg, in der sich die Brigade besonders hervortat. Trotz seiner mangelnden militärischen Erfahrung kommandierte Sickles seine Brigade in der Schlacht von Seven Pines und in der Sieben-Tage-Schlacht mit Geschick. Sie wurde bald unter dem Namen „Excelsior Brigade“ bekannt. An der Zweiten Schlacht am Bull Run war Sickles nicht beteiligt, da er seinen politischen Einfluss genutzt hatte, um die Erlaubnis zu erhalten, in New York neue Truppen auszuheben. Auch an der Schlacht am Antietam nahm er nicht teil, weil das Korps, dem er bereits als Divisionskommandeur zugeteilt war, zum Schutz der Hauptstadt abgestellt wurde.
Sickles pflegte in dieser Zeit eine enge Beziehung zu Generalmajor Joseph Hooker, der zunächst Sickles’ vorgesetzter Divisionskommandeur und später der Oberbefehlshaber der Army of the Potomac war. Beide Männer verband ihr übler Ruf als harte Trinker und Schürzenjäger. Berichte verglichen die Hauptquartiere beider mit Kaschemmen und Bordellen.
Sickles wurde zum 29. November 1862 zum Generalmajor der Freiwilligen befördert. In der Schlacht von Fredericksburg wurde seine Division in Reserve gehalten. Im Februar 1863 übertrug Hooker, mittlerweile Kommandeur der Army of the Potomac, ihm dann das Kommando über das III. Korps dieser Armee. Diese Entscheidung war innerhalb des Heeres umstritten, da bislang ausschließlich an der United States Military Academy in West Point ausgebildete Offiziere das Kommando über ein ganzes Korps des Unionsheeres erhalten hatten. Seine militärischen Qualitäten stellte Sickles dann aber am 2. Mai 1863 in der Schlacht bei Chancellorsville unter Beweis. Zunächst gab er Hooker den unbeachtet gebliebenen Rat, konföderierte Truppen, die er in seinem Sektor ausgemacht hatte, zu verfolgen und anzugreifen. Wie sich später herausstellte, handelte es sich um die konföderierten Einheiten von Stonewall Jackson, die sich auf einem heimlichen Marsch um die Flanke der Unionstruppen herum befanden. Danach protestierte er erfolglos gegen den Befehl Hookers, sein Korps aus einer gut zu verteidigenden Position auf erhöhtem Terrain abzuziehen.

### Die Schlacht von Gettysburg
Seinen bekanntesten und umstrittensten Auftritt hatte Sickles in der Schlacht von Gettysburg. Am 2. Juli 1863 befahl der neue Oberbefehlshaber der Army of the Potomac, Generalmajor George Gordon Meade, Sickles mit seinem Korps eine Verteidigungsstellung zu beziehen, die auf der einen Seite von einem anderen Korps der Unionstruppen und auf der anderen Seite von einer Anhöhe geschützt wurde. Sickles, der sich wahrscheinlich an die Schlacht von Chancellorsville erinnerte, führte diesen Befehl aber nicht aus, sondern führte sein Korps ungefähr eine Meile weiter vor auf ein etwas erhöht liegendes Gebiet, wo es Stellungen bezog. Dies hatte zur Auswirkung, dass die Verteidigungsstellung des Korps nicht so tief war wie eigentlich geplant und dass eine Ausbuchtung in der Front der Unionstruppen entstand, die von den Konföderierten von drei Seiten aus unter Beschuss genommen und angegriffen werden konnte. Als Meade sich zu Sickles begab, um ihn zur Rede zu stellen, war es zu spät, weil der Angriff der Konföderierten bereits begann. Die konföderierten Truppen des Korps von Generalleutnant James Longstreet und insbesondere die Division des konföderierten Generalmajors Lafayette McLaws zerschlugen Sickles’ Korps, so dass es in der Schlacht nicht mehr einsatzfähig war. Sickles wurde von einer Kanonenkugel am rechten Bein getroffen und musste auf einer Trage ins Lazarett gebracht werden. Als er an seinen Truppen vorüber nach hinten getragen wurde, paffte er grinsend an einer Zigarre, um sie zu ermutigen. Das Bein musste amputiert werden und Sickles wurde nach Washington, D.C. transportiert. Dort traf er am 4. Juli 1863 ein und brachte so als einer der Ersten die Nachricht vom Sieg der Union bei Gettysburg in die Hauptstadt. Sogleich startete Sickles eine Kampagne, um seine Version des Schlachtverlaufs zu verbreiten, nach der er entscheidend zum Sieg beigetragen hatte.

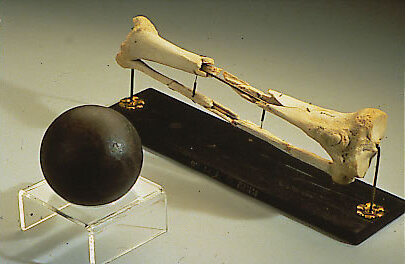
Sickles’ Bein und die Kanonenkugel, die es zerschmetterte. Ausgestellt im National Museum of Health and Medicine

Sickles wusste von einer Order des Kommandeurs des Ärztekorps der Unionstruppen, General William A. Hammond, nach der Proben von im Kampf versehrten Körperteilen und Organen zusammen mit den Projektilen und Fremdkörpern, die zu der Verletzung geführt hatten, im neu gegründeten Army Medical Museum in Washington, D.C. gesammelt werden sollten. Er ließ daher sein amputiertes Bein konservieren und übergab es zusammen mit der Kanonenkugel, die es zerschmettert hatte, dem Museum. Begleitet wurde die Gabe von einer Visitenkarte, auf der er vermerkt hatte,: „Mit Komplimenten von Generalmajor D.E.S“. Danach soll er sein Bein an jedem Jahrestag der Amputation besucht haben. In der Sammlung des Museums befinden sich heute neben Sickles’ Bein noch weitere bekannte Artefakte, wie etwa die Hüfte des Generalmajors Henry A. Barnum sowie die Wirbel von Lincoln-Attentäter John Wilkes Booth und Präsident James A. Garfield.
Seine Gehorsamsverweigerung in der Schlacht von Gettysburg führte nicht zu einer Kriegsgerichtsverhandlung, da man Sickles’ Verwundung berücksichtigte und zudem annahm, dass es nun nicht zu weiteren Schwierigkeiten mit ihm kommen werde. Außerdem waren Sickles’ ausgezeichnete politische Beziehungen wohlbekannt, so dass damit zu rechnen war, dass er nicht ohne ein langwieriges Verfahren verurteilt werden würde und er sich rächen würde. Nach dem Ende des Krieges sollte Sickles eine bösartige Kampagne gegen Meade führen, dessen Leistungen im Krieg er öffentlich in Frage stellte. Sickles meinte, dass Meade sein Verhalten bei Gettysburg nicht richtig verstanden habe und dass das Verdienst für den Sieg der Union in dieser Schlacht eigentlich ihm gebühre. In mehreren Zeitungsartikeln und gemeinsam mit Daniel Butterfield, einem anderen Generalmajor mit engen Verbindungen zu Hooker, auch in einer Vernehmung vor einem Untersuchungsausschuss des Kongress führte Sickles an, dass Meade am ersten Tag der Schlacht von Gettysburg heimlich geplant habe, seine Armee zurückzuziehen. Zudem habe die Bewegung von Sickles’ Korps nach vorne zwar gegen einen Befehl Meades verstoßen, doch sei sie dennoch richtig gewesen, da sie den konföderierten Angriff von seinen eigentlichen Zielen abgelenkt und diese so geschützt habe. Tatsächlich überraschte Sickles’ Bewegung die konföderierten Kommandeure und bis heute diskutieren Historiker über die Konsequenzen dieser Bewegung für den Ausgang der Schlacht.
Sickles wurde 34 Jahre nach der Schlacht von Gettysburg nach einer langen Kampagne mit der Medal of Honor ausgezeichnet. Zur Begründung wurde angeführt, dass er mit auffallender Tapferkeit im Feld gedient und dem Vordringen des Feindes energisch Widerstand geleistet habe. Zudem habe er seine Truppen weiter ermutigt, als er selbst bereits schwer verwundet worden war.

## Karriere nach dem Sezessionskrieg
Trotz des Verlustes seines rechten Beins blieb Sickles nach der Schlacht von Gettysburg im Heer. Allerdings übertrug ihm General Ulysses S. Grant zu seiner Empörung kein Feldkommando mehr. Kurz nach Kriegsende wurde er 1865 auf eine Geheimmission nach Kolumbien geschickt, deren Ziel es war, die Kolumbianer an die Einhaltung des Abkommens von 1846 zu erinnern, nach dem es den Vereinigten Staaten gestattet war, Truppen über den Isthmus von Panama zu transportieren. Danach war er von 1865 bis 1867 während der Reconstruction genannten Wiedereingliederungsphase der geschlagenen Staaten des Südens in die Union Befehlshaber des Zweiten Militärdistrikts (North und South Carolina). 1867 wurde Sickles dann zunächst zum Brevet-Brigadegeneral und dann zum Brevet-Generalmajor des regulären Heeres befördert, das er 1869 verließ.

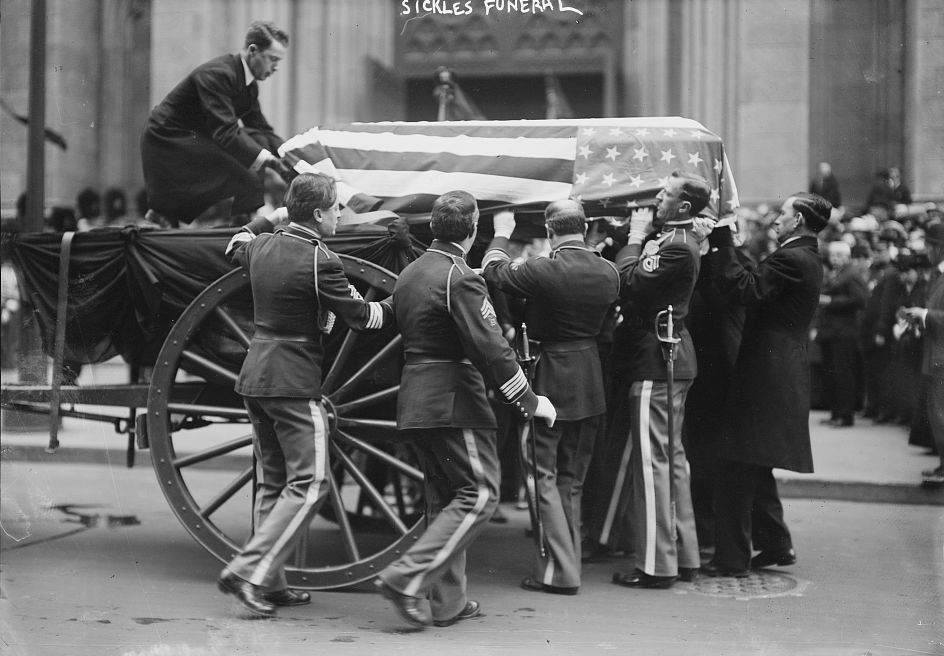
Daniel Sickles’ Beerdigung

Von 1869 bis 1874 war Sickles Botschafter der Vereinigten Staaten in Spanien und war als solcher an den Verhandlungen zur Lösung der Virginius-Affäre beteiligt, die durch die Aufbringung eines US-amerikanischen Schiffes und die Hinrichtung eines Teils der Besatzung als Piraten durch die Spanier ausgelöst wurde. Auch am spanischen Hof erwarb er sich wieder den Ruf eines Schürzenjägers und ihm wurden zahlreiche Liebesbeziehungen auch zu hochgestellten Damen nachgesagt. Nach dem Tode seiner ersten Frau im Jahr 1867 heiratete er 1871 Carmina Creagh, die Tochter eines spanischen Staatsrats, mit der er zwei Kinder hatte.
Von 1888 bis 1895 bekleidete Sickles diverse Ämter in der New Yorker Verwaltung. So war er 1890 Sheriff von New York. Dabei geriet er allerdings in verschiedene Finanzskandale. Danach erhielt Sickles von 1893 bis 1895 erneut ein Mandat als Vertreter New Yorks im Repräsentantenhaus der Vereinigten Staaten. Sickles hatte einen wichtigen Anteil an der Erhaltung des Schlachtfelds von Gettysburg und an der Errichtung des Gettysburg National Military Park. Er beschaffte unter anderem den Zaun, mit dem ein Teil des Geländes eingefriedet wurde. Kurioserweise stand dieser Zaun ursprünglich im Lafayette Park in Washington, D.C., dem Ort, an dem Sickles einst Key erschossen hatte.
Obwohl praktisch allen kommandierenden Generalen, die in Gettysburg gekämpft hatten, ein Denkmal auf dem ehemaligen Schlachtfeld gewidmet wurde, fehlt ein solches für Sickles. Als man ihn fragte, warum er keine Statue erhalten habe, antwortete Sickles: „Das ganze Schlachtfeld ist ein Denkmal für Dan Sickles.“ Allerdings sollte ursprünglich eine Büste Sickles’ in das Denkmal der Excelsior-Brigade aufgenommen werden, doch soll er die für die Büste bestimmten Mittel selbst veruntreut haben. Das Denkmal enthält nun anstelle der Büste das Abbild eines Adlers.
Sickles verbrachte seine letzten Jahre in New York City. Er starb dort 1914 und wurde auf dem Nationalfriedhof Arlington bestattet.